# Porta Tufi
La Porta Tufi est l'une des anciennes portes des remparts de la ville de Sienne qui enserrent le centre historique de la ville. 
Elle est accessible par la Strada dei Tufi.

## Histoire
Construite en brique à trois arches frontales en 1325-1326 par Agnolo di Ventura, elle porte des créneaux guelfes sur des mâchicoulis et une courtine centrée.